# Z2 Live
Z2 Live è un'azienda statunitense dedita allo sviluppo di videogiochi che opera sui sistemi iOS.

## Storia
Fondata a Seattle (Washington) nel 2009, Z2 Live ha avuto un costante successo grazie alle pubblicazioni di MetalStorm: Online (2011) e Battle Nations (2011). Nel febbraio del 2015 l'azienda è stata acquisita da King Digital Entertainment.

## Videogiochi
- Trade Nations (2009)
- MetalStorm: Online (2011)
- Battle Nations (2011)
- Nitro (2013)
- Metalstorm: Aces (2013)
- Paradise Bay (2015)